# Calliphora clementei
Calliphora clementei este o specie de muște din genul Calliphora, familia Calliphoridae. A fost descrisă pentru prima dată de Iches în anul 1906. Conform Catalogue of Life specia Calliphora clementei nu are subspecii cunoscute.